# Le Monocle noir
Le Monocle noir is een Franse film van Georges Lautner die werd uitgebracht in 1961.
Deze populaire komische politiefilm kondigde Les Tontons flingueurs (1963) en Les Barbouzes (1964) aan, twee andere heel succesrijke politiekomedies van de hand van Lautner.

## Samenvatting
De excentrieke markies de Villemaur brengt in zijn kasteel een vreemd gezelschap samen. Wat ze gemeen hebben is de nostalgie naar het nazisme. Onder hen de mysterieuze blinde Franse ex-commandant Dromard die een monocle draagt, de Duitser Heinrich en een Italiaanse fascist. De markies vertelt hen dat een hoogwaardigheidsbekleder van het Derde Rijk nog in leven is. Hij wil dat ze hem ontmoeten ... 

## Rolverdeling
| Acteur           | Personage                   | Beschrijving                       |
| ---------------- | --------------------------- | ---------------------------------- |
| Paul Meurisse    | commandant Théobald Dromard | le 'monocle'                       |
| Elga Andersen    | Martha                      | alias Erika Murger                 |
| Bernard Blier    | commissaris Tournemire      |                                    |
| Pierre Blanchar  | markies de Villemaur        |                                    |
| Gérard Buhr      | Heinrich Von March          | de Duitser                         |
| Olivier Despax   | Frédéric de la Pérouse      |                                    |
| Marie Dubois     | Bénédicte de Villemaur      | de dochter van de markies          |
| Jacques Dufilho  | Chauvet                     | de gids van het kasteel            |
| Jacques Marin    | adjudant Trochu             | handlanger van de commandant       |
| Albert Rémy      | Mérignac                    | de conservator van het kasteel     |
| Catherine Sola   | Monique Abadie              | de secretaresse van de conservator |
| Lutz Gabor       | Mathias Fisher              |                                    |
| Raymond Meunier  | Raymond                     | een handlanger van de markies      |
| Raoul Saint-Yves | Jean                        | een handlanger van de markies      |